# 勝浦町
勝浦町（日语：／ Katsuura chō */?）是位於日本德島縣東部的町。轄區地處四面環山的盆地内，境內約67.9%的面積被山林覆蓋，勝浦川則流經城鎮中心。勝浦町是德島縣內首個栽種溫州蜜柑的地方，當地於每年 2 月至4月舉辦的大雛祭吸引許多遊客前來。四國八十八箇所中的第20號札所鶴林寺即坐落於町内。

## 地理

### 氣候
當地平均氣溫為15.9℃，年降雨量則約2232毫米。由於勝浦川上游地區的年降雨量超過3000毫米，位於下游的勝浦町時常受到影響而發生災害。

## 歷史
本地在歷史上最早的記載可追溯到大化革新時期，當時境內有黄檗、坂本、與川內、橫瀨、中山、棚野、久國、森、鶴敷地、星谷、中角、沼江共12個村落。天正13年(1585年)，勝浦地區成為蜂須賀氏的領地。 

### 年表
- 1889年10月1日：實施町村制，現在的轄區在當時分屬：勝浦郡棚野村、生比奈村。
- 1926年2月11日：棚野村改制並改名為橫瀨町。
- 1955年3月1日：橫瀨町和生比奈村合併為勝浦町。[10]

### 變遷表
| 1889年10月1日 | 1889年 - 1926年      | 1926年 - 1954年      | 1955年 - 1989年     | 1989年 - 現在       | 現在                |
| ------------- | -------------------- | -------------------- | ------------------- | ------------------- | ------------------- |
| 棚野村        | 1926年2月11日 橫瀨町 | 1926年2月11日 橫瀨町 | 1955年3月1日 勝浦町 | 1955年3月1日 勝浦町 | 1955年3月1日 勝浦町 |
| 生比奈村      |                      |                      | 1955年3月1日 勝浦町 | 1955年3月1日 勝浦町 | 1955年3月1日 勝浦町 |

## 交通
町內無鐵路或高速道路經過，對外交主要依賴德島巴士經營的勝浦線至德島車站轉乘。

## 觀光

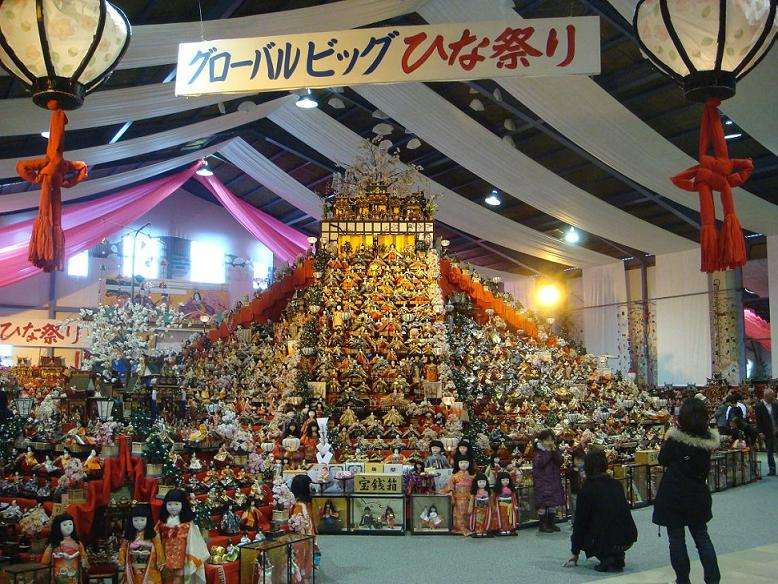
巨大雛祭的大陳列台

- 鶴林寺：四國八十八箇所第20號札所
- 星谷寺：四國靈場第19號札所
- 中津峰森林公園
- 立川溪谷

### 祭典、活動
- 巨大雛祭

## 教育
高等學校
- 德島縣立勝浦高等學校

## 姊妹、友好都市

### 日本
- 勝浦市（千葉縣）

## 本地出身之名人
- 保科千代次：文學學者、歌人、作詞家。